# Эстрон
Эстро́н (Е1) (от греч. οἶστρος «страсть, неистовство, ярость») — женский половой гормон, второй по значению после эстрадиола, эстроген. Вырабатывается фолликулярным аппаратом яичников у женщин.
Небольшие количества эстрона вырабатываются также корой надпочечников у обоих полов и яичками у мужчин.
По химическому строению эстрон является стероидным гормоном.
Эстрон синтезируется из андростендиона и производных прогестерона. Превращение заключается в деметилировании C19 и восстановления ароматичности А-цикла. Реакция подобна превращению тестостерона в эстрадиол
Эстрон способен конвертироваться в печени и в периферических тканях в эстрадиол и наоборот. Эстрон менее активен, чем эстрадиол, в 4—5 раз. Имеются предположения о том, что физиологическая роль эстрадиола и эстрона может быть различной, в связи с тем, что они неодинаково связываются с эстрогенными рецепторами подтипов E1 и E2.